# Juncus amabilis
Juncus amabilis är en tågväxtart som beskrevs av Elizabeth Edgar. Juncus amabilis ingår i släktet tåg, och familjen tågväxter. Inga underarter finns listade i Catalogue of Life.